# Nikola Mirotić
Nikola Mirotić Stajović, född 11 februari 1991 i Titograd, SFR Jugoslavien (nuvarande Podgorica, Montenegro), är en spansk basketspelare (PF/C). Han blev olympisk bronsmedaljör i basket vid OS 2016 i Rio de Janeiro.

## Lag
- Real Madrid (2008–2014)
  - →  Palencia (2009–2010)
- Chicago Bulls (2014–2018)
- New Orleans Pelicans (2018–2019)
- Milwaukee Bucks (2019)
- FC Barcelona (2019–2023)
- Olimpia Milano (2023–2025)
- AS Monaco (2025–)